# Dashi (Chine)
Pour les articles homonymes, voir Dashi (homonymie).
Dashi (大石 ; pinyin : Dàshí) est une ville du district de Panyu de la préfecture de Guangzhou, dans la province du Guangdong en Chine. On y trouve la zone industrielle Zhicun ainsi que la prison de Panyu, dans le quartier de Huijiang.